# 白雲座
白雲座（はくうんざ）は、岐阜県下呂市門和佐にある芝居小屋である。

## 概要
江戸時代から明治時代、美濃国及び飛騨国では、地元の人々による地芝居（歌舞伎）が盛んに行なわれており、数多くの芝居小屋が建てられた。この白雲座もその一つである。
毎年11月2日と3日、白山神社の秋祭で「白雲座歌舞伎大公演会」が上演される。

## 歴史
白雲座は、江戸時代末期に拝殿型舞台として建てられ、1890年（明治23年）3月に客席部を増築し、落成記念公演が行われた（舞台に残された落書きから判明）。その後、明治30年代にかけて地元の人々による地芝居が行われたが、しだいに廃れ、時折、買い芝居（旅役者一座による興業）を行う程度となった。
昭和に入ってから地芝居が復活したものの、戦争による中断を経て、再び地芝居の上演は中断される。一時は白雲座を倉庫としたり、売却する話も出たりしたが、1968年（昭和43年）から地元青年団によって、地芝居が復活する。その後、歌舞伎保存会も結成され、毎年11月、白山神社の秋の祭礼時に「白雲座歌舞伎」大公演会として、芝居が上演されている。
白雲座歌舞伎の特徴として、振付は市川福升師、太夫・三味線は鳳凰座の竹本美功、豊澤順八両師他が担当しているが、その他の役者や裏方は地元有志によって行われている。小学生による子供歌舞伎も必ず一外題上演される。

### 年表
- 1890年（明治23年） - こけら落とし。
- 1943年（昭和18年）頃 - 太平洋戦争のため中断。
- 1950年（昭和25年） - 復活公演を行なう。
- 1952年（昭和27年） - この年の公演で休止。
- 1978年（昭和53年） - 国の重要有形民俗文化財に指定され、文化庁の指導による保存修理事業が行われる。これを機に白雲座歌舞伎保存会が結成され、地歌舞伎が復活する。
- 1981年（昭和56年） - 子供歌舞伎が開始される。

## 建築
白雲座は白山神社境内にあり、名称も白山神社に由来する。建物の規模は、間口約16.8m、奥行約20m。切妻造、妻入りの総ヒノキ造りである。小規模な芝居小屋とはいえ、回り舞台、花道、仮花道などを備えている。廻り舞台は直径5.4mのこま回し式舞台であり、全国的にも珍しい。客席は一部二階建ての桟敷席、収容人数は約400人。

## 交通アクセス
自動車
- JR高山本線 下呂駅より国道41号・国道257号・岐阜県道62号下呂白川線で約30分。

公共交通機関
- JR高山本線 下呂駅よりげろバス下呂上原線「中村」バス停下車。

## 岐阜県の芝居小屋
岐阜県は主に美濃地方を中心に地芝居が盛んな地域であり、江戸時代から昭和時代に建設された木造芝居小屋が残っている。主な芝居小屋は以下のとおりである。
- 鳳凰座（下呂市）
- 白雲座（下呂市）
- 黒川の東座（加茂郡白川町）
- 蛭子座（中津川市）
- かしも明治座（中津川市）
- 常盤座（中津川市）
- 五毛座（恵那市）
- 熊野座（恵那市）
- 美濃歌舞伎博物館 相生座（瑞浪市）
- 村国座（各務原市）
- 皆楽座（各務原市）座標: 北緯35度42分18.0秒 東経137度17分22.2秒 / 北緯35.705000度 東経137.289500度